# Zonsverduisteringen van 1581 t/m 1590
De periode 1581 t/m 1590 bevat 22 zonsverduisteringen. Deze zijn onderverdeeld in de volgende typen:
- 7 totale
- 7 ringvormige
- 1 hybride
- 7 gedeeltelijke

## Overzicht
Onderstaand overzicht bevat alle details van deze zonsverduisteringen.
| Datum        | UTC op Max | Type         | Stijl    | Saros nr | Magni- tude | Lengte op Max | Coördinaten op Max |
| ------------ | ---------- | ------------ | -------- | -------- | ----------- | ------------- | ------------------ |
| 5 jan. 1581  | 06:49:58   | gedeeltelijk |          | 105      | 0.8121      | -             | 63.7z 137.9w       |
| 30 juni 1581 | 22:06:53   | gedeeltelijk |          | 110      | 0.9454      | -             | 64.2n 2.2w         |
| 25 dec. 1581 | 20:35:20   | ringvormig   | centraal | 115      | 0.9993      | 0m 4s         | 49.4z 118.5w       |
| 20 juni 1582 | 05:30:27   | totaal       | centraal | 120      | 1.0210      | 1m 59s        | 35.0n 100.8o       |
| 25 dec. 1582 | 04:08:39   | ringvormig   | centraal | 125      | 0.9459      | 7m 2s         | 9.4z 116.8o        |
| 19 juni 1583 | 19:39:32   | totaal       | centraal | 130      | 1.0667      | 6m 23s        | 10.4z 116.9w       |
| 14 dec. 1583 | 04:48:39   | ringvormig   | centraal | 135      | 0.9083      | 10m 3s        | 48.5n 104.1o       |
| 10 mei 1584  | 05:35:06   | gedeeltelijk |          | 102      | 0.5424      | -             | 69.7n 53.5w        |
| 8 juni 1584  | 12:52:25   | gedeeltelijk |          | 140      | 0.4805      | -             | 67.1z 13.3w        |
| 2 nov. 1584  | 11:56:44   | gedeeltelijk |          | 107      | 0.3595      | -             | 70.4z 141.1w       |
| 29 apr. 1585 | 18:28:58   | hybride      | centraal | 112      | 1.0005      | 0m 3s         | 46.6n 107.7w       |
| 22 okt. 1585 | 21:33:25   | totaal       | centraal | 117      | 1.0196      | 1m 35s        | 45.7z 159.2w       |
| 19 apr. 1586 | 00:10:09   | ringvormig   | centraal | 122      | 0.9517      | 6m 12s        | 0.9z 179.1w        |
| 12 okt. 1586 | 12:40:32   | totaal       | centraal | 127      | 1.0591      | 5m 23s        | 0.3z 10.8w         |
| 8 apr. 1587  | 00:27:05   | ringvormig   | centraal | 132      | 0.9271      | 6m 26s        | 60.5z 151.9w       |
| 2 okt. 1587  | 04:51:25   | totaal       | centraal | 137      | 1.0387      | 2m 51s        | 50.0n 128.3o       |
| 26 feb. 1588 | 12:42:31   | gedeeltelijk |          | 104      | 0.6178      | -             | 71.5n 68.8w        |
| 22 aug. 1588 | 05:01:47   | gedeeltelijk |          | 109      | 0.7355      | -             | 71.1z 53.5o        |
| 15 feb. 1589 | 00:42:20   | totaal       | centraal | 114      | 1.0344      | 3m 17s        | 13.6n 167.1o       |
| 11 aug. 1589 | 07:41:04   | ringvormig   | centraal | 119      | 0.9450      | 7m 24s        | 8.2z 61.4o         |
| 4 feb. 1590  | 16:24:05   | totaal       | centraal | 124      | 1.0498      | 4m 17s        | 29.3z 58.8w        |
| 31 juli 1590 | 08:17:39   | ringvormig   | centraal | 129      | 0.9574      | 4m 38s        | 38.8n 61.6o        |

### Legenda
| Kolomhoofd         | Uitleg                                                                                                |
| ------------------ | --- |
| Datum              | Datum op het moment van het maximum van de eclips                                                     |
| UTC op Max         | Tijd in UTC op het moment van het maximum van de eclips                                               |
| Type               | Type van de eclips                                                                                    |
| Stijl              | Binnen een type zijn verschillende stijlen mogelijk                                                   |
| Sarosnr            | Het nr van de sarosreeks waartoe de eclips behoort                                                    |
| Magnitude          | Percentage van verduistering van de middellijn van de zon op het moment van het maximum van de eclips |
| Lengte op Max      | Tijdsduur van de eclips op de plek met het maximum                                                    |
| Coördinaten op Max | Coördinaten op het moment van het maximum van de eclips                                               |